# Some People Have Real Problems
Some People Have Real Problems é o quarto álbum de estúdio da cantora australiana Sia, lançado em 8 de janeiro de 2008 através das gravadoras Monkey Puzzle Records e Hear Music. O álbum estreou na posição 26 na tabela musical Billboard Hot 100.
O primeiro single do álbum, "Day Too Soon", foi lançado em novembro de 2007, e teve mais dois singles, sendo eles "The Girl You Lost to Cocaine" and "Soon We'll Be Found". Nas performances do último single, Sia usava a linguagem dos sinais enquanto acompanhava a canção. O álbum exibe um estilo pop mais otimista do que os álbuns anteriores, que eram downbeat, de Sia, enquanto mostra os vocais de Sia em uma série de grandes baladas. Lançada como uma faixa não-single, "Buttons" teve uma atenção devido ao seu vídeo em que o rosto de Sia é distorcida por cavilhas, cordas e preservativos.

## Alinhamento de faixas
| N.º            | Título                                            | Compositor(es)                             | Duração |  |
| 1.             | "Little Black Sandals"                            | Sia Furler, Dan Carey                      | 4:14    |  |
| 2.             | "Lentil"                                          | Furler, Samuel Dixon                       | 4:27    |  |
| 3.             | "Day Too Soon"                                    | Furler, Dixon                              | 4:24    |  |
| 4.             | "You Have Been Loved"                             | Furler, Clifford Jones, Peter-John Vettese | 4:23    |  |
| 5.             | "The Girl You Lost to Cocaine"                    | Furler, Rob Allum, Phil Marten, Eddie Myer | 2:40    |  |
| 6.             | "Academia"                                        | Furler, Carey                              | 3:16    |  |
| 7.             | "I Go to Sleep"                                   | Ray Davies                                 | 3:47    |  |
| 8.             | "Playground"                                      | Furler, Dixon, Felix Bloxsom               | 3:29    |  |
| 9.             | "Death by Chocolate"                              | Furler, Greg Kurstin                       | 5:03    |  |
| 10.            | "Soon We'll Be Found"                             | Furler, Rick Nowels                        | 4:21    |  |
| 11.            | "Electric Bird"                                   | Furler, Henry Binns                        | 4:26    |  |
| 12.            | "Beautiful Calm Driving"                          | Furler, Dixon                              | 5:02    |  |
| 13.            | "Lullaby" (incluíndo a faixa escondida "Buttons") | Furler, Dixon                              | 9:55    |  |
| Duração total: | Duração total:                                    | Duração total:                             | 59:15   |  |

| Faixas bônus do Spotify |                     |         |  |
| N.º                     | Título              | Duração |  |
| 14.                     | "Buttons"           | 3:20    |  |
| 15.                     | "Cares At The Door" | 3:49    |  |

### "Buttons"
"Buttons" é uma faixa escondida depois de "Lullaby" na edição internacional do álbum, mas é uma faixa normal na edição australiana do álbum. "Buttons" foi escrita por Sia Furler e Freescha.
Sia escolheu seu companheiro cineasta australiano Kris Moyes para dirigir o vídeo da música que foi instantaneamente viral através de vários canais de mídia online, incluindo o Blog de Perez Hilton, ganhando 300 mil acessos em menos de 3 horas.
Filmado em Hollywood no apartamento do diretor, o diretor manipula a imagem da Sia utilizando várias madeiras e materiais plásticos como ela executa a música contra um backdrop pastel.
As audiências de vídeo polarizado tem sido engraçado e bruto e, ao mesmo tempo, sexy. Considerado um vídeo de música anti-pop, Buttons mostra Sia como humano.

## Créditos de elaboração
| - Sia Furler – vocais - Beck – backing vocals (faixas 6 e 9) - Dan Carey – guitarra (faixa 6) - Tony Cousins – masterização - Larry Goldings – teclado (faixas 1–4, 7, 10, 12 e 13) - Jimmy Hogarth – guitarra (faixas 1, 4, 6, 11 e 13), teclado (faixa 1), percussão (faixa 6) - Jim Hunt – metais (faixas 5 e 11) - Greg Kurstin – teclado (faixa 9) - Pantera (cachorro de Furler) – backing vocals (faixa 9) - Giovanni Ribisi – backing vocals (faixa 9) | - Jason Lee – backing vocals (faixa 9) - Martin Slattery – clarineta e flautas (faixa 6), percussão (faixa 3) - Eddie Stevens – teclado (faixas 2, 3, 5–11 e 13) - Joey Waronker – tambores (faixas 2–11 e 13), percussão (faixas 5, 7 e 8) - Felix Bloxsom – tambores (faixas 1 e 12), percussão (faixa 1) - Jeremy Wheatley – mixagem - Khoa Truong – arranjo de guitarra - Samuel Dixon – baixo (todas as faixas) |

## Desempenho nas tabelas musicais

### Posições
| Tabela musical (2008)                               | Melhor posição |
| --------------------------------------------------- | -------------- |
| Estados Unidos (Billboard Hot 100)                  | 26             |
| Irlanda (Irish Albums Chart)                        | 92             |
| Estados Unidos (Billboard Hot 200)                  | 26             |
| Estados Unidos (Top Modern Rock/Alternative Albums) | 5              |
| Estados Unidos (Top Digital Albums)                 | 5              |
| Estados Unidos Billboard Tastemakers                | 10             |
| Tabela musical (2009)                               | Melhor posição |
| Austrália (ARIA)                                    | 41             |
| Bélgica (Ultratop 50 de Flandres)                   | 83             |
| França (French Albums Chart)                        | 58             |

## Histórico de lançamento
| Região         | Data                  | Gravadora                  | Catálogo   |
| -------------- | --------------------- | -------------------------- | ---------- |
| Estados Unidos | 8 de janeiro de 2008  | Monkey Puzzle / Hear Music | HMCD–30629 |
| Reino Unido    | 14 de janeiro de 2008 | Monkey Puzzle              | MPRCDC1    |